# Circuito de Suzuka
El circuito de Suzuka, oficialmente Suzuka International Racing Course, es un autódromo localizado en Suzuka, en la prefectura de Mie, Japón, unos 60 km al suroeste de la ciudad de Nagoya. Ha sido sede del Gran Premio de Japón de Fórmula 1 desde el año 1987 hasta el año 2006 y desde 2009 en adelante. Se utiliza también para otros eventos del deporte motor, tales como las 8 Horas de Suzuka del Campeonato Mundial de Motociclismo de Resistencia, los 1000 km de Suzuka del Campeonato Japonés de Gran Turismos, y fechas de la Fórmula Nippon.
Se construyó en el año 1962 por el diseñador neerlandés John Hugenholtz como pista de pruebas del fabricante japonés de automóviles Honda, que abrió una fábrica cerca del circuito en 1960. Suzuka es uno de los circuitos más antiguos del país. Es uno de los pocos autódromos en el mundo que presentan un trazado en forma de "8". Naturalmente, no existe intersección alguna en la pista, sino que una sección de la pista pasa por encima de la otra por medio de una sección elevada. El trazado largo mide 5.807 metros de largo, y se divide en dos trazados este (con la recta principal, de 3.470 metros) y oeste (con la recta opuesta, de 2.240 metros).
Suzuka tiene una larga historia de carreras de F1; siendo tradicionalmente la última o penúltima carrera del campeonato, muchos títulos de pilotos y constructores fueron decididos en este circuito. Grandes duelos y espectáculos se han vivido en este circuito como los que protagonizaron Ayrton Senna y Alain Prost en 1989 y 1990, o Satoru Nakajima en 1988.

## Principales competiciones
Suzuka es uno de los más antiguos circuitos de la Fórmula 1, y teniendo una larga historia de carreras como el popular Gran Premio de Japón. Su ya clásico papel tradicional como uno de los últimos grandes premios de cada temporada han hecho que casi la mayoría de los Campeonatos del Mundo se hayan decidido en la pista.
Suzuka fue eliminado del calendario de Fórmula 1 entre 2007 y 2008 en favor del circuito de la compañía de coches Toyota de Fuji Speedway, después de que este sufrió una transformación y el rediseño de circuito a manos del diseñador Hermann Tilke. Suzuka y Fuji se alternaron el Gran Premio de Japón hasta 2009. Sin embargo, después de Fuji había anunciado en julio de 2009 que dejaría de ser parte del calendario de la F1, Suzuka firmó un acuerdo para acoger el Gran Premio de Japón entre 2009, 2010 y 2011. El circuito fue cerrado por un año para que fuese renovado para que fuese compatible con la F1 una vez más para la temporada el 2009 y en adelante, desde que se albergó su último evento celebrado el 18 de noviembre de 2007, aunque algunos eventos anuales como por ejemplo, las 8 Horas de Suzuka y los 1000 km de Suzuka se siguieron celebrando normalmente. La pista se reinauguró para el 12 de abril de 2009.
Suzuka también ha albergado otros eventos deportivos de motor, incluyendo los 1000 km de Suzuka como una de las principales competiciones de resistencia. Anteriormente, también había albergado múltiples pruebas de Gran Turismos, incluyendo el ahora desaparecido campeonato de turismos clase C de como parte de varios campeonatos de Prototipos japonés, así como los1000 km de Suzuka desde el 2006 forma parte del calendario puntuable de la serie Super GT, y es la única competencia de dicha magnitud de este tipo en esa serie.
Otro acontecimiento importante es el deporte motor son las míticas 8 Horas de Suzuka de motocicletas, famosas desde 1978. Este evento normalmente atrae a pilotos de renombre y con excepción en 2005, debido a la importancia de la participación de fabricantes de renombre, la FIM aseguró las motocicletas de carreras no corrieran en ese año.
En el 2010 el circuito de Suzuka fue anunciado para ser sede de la ronda de Japonesa a partir del 2011 para la temporada del WTCC en lugar del Circuito Internacional de Okayama.

## Incidentes
La seguridad del circuito fue seriamente cuestionada tras dos importantes accidentes en 2002 y 2003. En el 2002, el piloto de Toyota F1 Allan McNish sufrió un accidente a altas velocidades en la curva 130R, en el cual atravesó una cerca de metal. McNish resultó ileso, aunque no ha vuelto a competir en la Fórmula 1 desde entonces. En cambio, el accidente de 2003 tuvo un saldo trágico: el piloto de MotoGP Daijirō Katō perdió la vida tras impactar contra un muro de hormigón en la chicana de Casio. Ambas secciones de la pista fueron modificadas tras estos hechos, a pesar de lo cual la prueba japonesa del Campeonato del Mundo de Motociclismo no volvió a disputarse en Suzuka, pasando a disputarse en el circuito de Motegi.
La serie NASCAR pasó por este autódromo en 1996 y 1997. En la prueba de 1996, se produjo un hecho trágico al perderse la vida del conductor del automóvil de seguridad, Elmo Langley, como consecuencia de un paro cardíaco.
A falta de ocho vueltas para el final del Gran Premio de Japón 2014 de Fórmula 1, el piloto alemán de Sauber F1 Team, Adrian Sutil, perdía el control de su coche e impactaba contra el muro de la salida de la curva 7 del Circuito de Suzuka provocando bandera amarilla en ese sector del circuito y demorando la salida del auto de seguridad. Sutil salió por su propio pie del coche y una grúa entró a la escapatoria de grava para retirar su Sauber, en ese momento el piloto francés de Marussia F1 Team, Jules Bianchi perdía el control de su coche en la misma curva e impactaba contra la grúa que iba a retirar el coche de Adrian Sutil. El Gran Premio quedó paralizado tras mostrarse la bandera roja, terminándose poco después. El piloto francés fue rápidamente asisitido por los servicios sanitarios de la FIA y el coche médico. Bianchi fue extraído del vehículo accidentado y se comprobó que no estaba consciente, por eso se trasladó rápidamente hasta el centro médico del circuito dónde se buscó la forma de transportar más rápidamente a Bianchi al hospital. Aunque se pensó en transportarlo mediante helicóptero, el estado del piloto no era el idóneo y se decidió transladarlo mediante ambulancia escoltada por la policía. Una vez en el hospital, Bianchi fue operado de urgencia por un traumatismo craneoencefálico muy fuerte provocándole un DAD (Daño Axonal Difuso) y permaneciendo grave. El piloto francés falleció en Niza el 17 de julio de 2015.

## Récords de vuelta
| Categoría                                         | Tiempo                             | Piloto                             | Vehículo                           |
| Pista Grand Prix: 5,807 km (2003-)                | Pista Grand Prix: 5,807 km (2003-) | Pista Grand Prix: 5,807 km (2003-) | Pista Grand Prix: 5,807 km (2003-) |
| ------------------------------------------------- | ---------------------------------- | ---------------------------------- | ---------------------------------- |
| Fórmula 1                                         | 1:30.965                           | Andrea Kimi Antonelli              | Mercedes-AMG F1 W16 E Performance  |
| Super Fórmula                                     | 1:37.850                           | Naoki Yamamoto                     | Dallara SF19                       |
| Fórmula Nippon                                    | 1:42.781                           | João Paulo de Oliveira             | Swift FN09                         |
| Super GT (GT500)                                  | 1:47.135                           | Teppei Natori                      | Nissan Z NISMO GT500               |
| Super Fórmula Lights                              | 1:50.714                           | Ritomo Miyata                      | Dallara 320                        |
| Fórmula 3                                         | 1:52.116                           | Mitsunori Takaboshi                | Dallara F312                       |
| Fórmula Regional                                  | 1:58.708                           | Michael Sauter                     | Dome F111/3                        |
| Super GT (GT300)                                  | 1:58.934                           | Jin Nakamura                       | Lexus LC 500h GT                   |
| GT3                                               | 2:01.491                           | Laurin Heinrich                    | Porsche 911 (992) GT3 R            |
| Lamborghini Super Trofeo                          | 2:03.171                           | Ben Gersekowski                    | Lamborghini Huracán Super Trofeo   |
| Copa Porsche Carrera                              | 2:03.873                           | Ryo Ogawa                          | Porsche 911 (992) GT3 Cup          |
| GT2                                               | 2:06.738                           | Mitsuhiro Kinoshita                | Porsche 911 (997) GT3 RSR          |
| Fórmula Toyota                                    | 2:07.387                           | Hideto Yasuoka                     | TOM'S FT30                         |
| Ferrari Challenge                                 | 2:07.694                           | Yuga Furutani                      | Ferrari 488 Challenge Evo          |
| Fórmula 4                                         | 2:07.705                           | Yuto Nomura                        | Toray Carbon Magic MCSC-24         |
| Super 2000 (TC1)                                  | 2:09.063                           | Gabriele Tarquini                  | Honda Civic WTCC                   |
| TCR                                               | 2:11.509                           | Takuro Shinohara                   | Audi RS 3 LMS TCR                  |
| SRO GT4                                           | 2:13.700                           | Masaki Kano                        | BMW M4 GT4 Gen II                  |
| Super 2000                                        | 2:14.392                           | Franz Engstler                     | BMW 320 TC                         |
| Pista Grand Prix (motociclismo): 5,821 km (2004-) |                                    |                                    |                                    |
| Superbike                                         | 2:04.387                           | Takumi Takahashi                   | Honda CBR1000RR                    |
| FIM EWC                                           | 2:06.805                           | Jonathan Rea                       | Kawasaki ZX-10R                    |
| Supersport                                        | 2:11.294                           | Akihiro Arakawa                    | Honda CBR600RR                     |
| Moto3                                             | 2:17.182                           | Daiki Uehara                       | Honda NSF250R                      |
| Asia Production 250                               | 2:27.872                           | Rheza Danica Ahrens                | Honda CBR250RR                     |
| Asia Underbone 150                                | 2:37.852                           | Gupita Kresna                      | Yamaha T-150                       |
| Pista este: 2,243 km (1987-)                      |                                    |                                    |                                    |
| Fórmula 3                                         | 0:48.245                           | Toshihiro Kaneishi                 | Dallara F399                       |
| Fórmula Toyota                                    | 0:51.049                           | Hideto Yasuoka                     | TOM'S FT30                         |
| Super 2000                                        | 0:53.885                           | Alain Menu                         | Chevrolet Cruze 1.6T               |
| TCR                                               | 0:53.888                           | Norbert Michelisz                  | Hyundai i30 N TCR                  |
| Pista oeste: 3,466 km (1987-)                     |                                    |                                    |                                    |
| Fórmula Nippon                                    | 0:58.396                           | Toranosuke Takagi                  | Reynard 2KL                        |
| Fórmula 3                                         | 1:03.635                           | Paolo Montin                       | Dallara F301                       |
| Pista Grand Prix (motociclismo): 5,824 km (2003)  |                                    |                                    |                                    |
| MotoGP                                            | 2:04.970                           | Valentino Rossi                    | Honda RC211V                       |
| Superbike                                         | 2:08.679                           | Atsushi Watanabe                   | Suzuki GSX-R1000                   |
| 250cc                                             | 2:09.839                           | Hiroshi Aoyama                     | Honda NSR250                       |
| 125cc                                             | 2:14.282                           | Stefano Perugini                   | Aprilia RS125R                     |
| Supersport                                        | 2:14.479                           | Takeshi Tsujimura                  | Honda CBR600RR                     |
| Pista Grand Prix: 5,821 km (2002)                 |                                    |                                    |                                    |
| Fórmula 1                                         | 1:36.125                           | Michael Schumacher                 | Ferrari F2002                      |
| LMP900                                            | 1:54.168                           | Seiji Ara                          | Audi R8                            |
| JGTC (GT500)                                      | 1:58.531                           | Ralph Firman                       | Honda NSX-GT                       |
| Fórmula 3                                         | 1:59.888                           | Shinya Sato                        | Dallara F302                       |
| JGTC (GT300)                                      | 2:09.060                           | Yasutaka Hinoi                     | Mosler MT900R                      |
| GT                                                | 2:14.517                           | Romain Dumas                       | Porsche 911 (996) GT3-RS           |
| MotoGP                                            | 2:19.105                           | Valentino Rossi                    | Honda RC211V                       |
| 250cc                                             | 2:25.896                           | Osamu Miyazaki                     | Yamaha YZR250                      |
| 125cc                                             | 2:30.798                           | Stefano Bianco                     | Aprilia RS125R                     |
| Pista Grand Prix: 5,860 km (1987-2001)            |                                    |                                    |                                    |
| Fórmula 1                                         | 1:36.944                           | Ralf Schumacher                    | Williams FW23                      |
| Fórmula 3000                                      | 1:44.258                           | Toshio Suzuki                      | Lola T95/50                        |
| Fórmula Nippon                                    | 1:46.278                           | Michael Krumm                      | Reynard 95D                        |
| Grupo C                                           | 1:49.148                           | Derek Warwick                      | Jaguar XJR-14                      |
| Grupo C2                                          | 1:54.899                           | Mauro Martini                      | Nissan R91CK                       |
| IMSA GTP                                          | 1:55.474                           | Mauro Martini                      | Nissan R93CK                       |
| Prototipo GT1                                     | 1:56.416                           | Allan McNish                       | Porsche 911 GT1-98                 |
| Sport prototipo                                   | 1:58.512                           | Geoff Lees                         | Reynard 89DGC                      |
| Fórmula 3                                         | 2:00.210                           | Paolo Montin                       | Dallara F301                       |
| GT1                                               | 2:03.684                           | Jean-Marc Gounon                   | Ferrari F40 GTE                    |
| Turismo Clase 1                                   | 2:03.886                           | Bernd Schneider                    | AMG Mercedes-Benz C-Klasse         |
| FIA Cup                                           | 2:06.641                           | Ferdinand de Lesseps               | Spice SE89C                        |
| 500cc                                             | 2:06.746                           | Max Biaggi                         | Honda NSR500                       |
| WSC                                               | 2:07.116                           | Franck Fréon                       | Kudzu DG-3                         |
| JGTC                                              | 2:07.322                           | Aguri Suzuki                       | Nissan Skyline GT-R (BCNR33)       |
| GT1 (GTS)                                         | 2:07.876                           | Julian Bailey                      | Lister Storm                       |
| 250cc                                             | 2:08.581                           | Shinya Nakano                      | Honda NSR250                       |
| Fórmula Toyota                                    | 2:09.200                           | Masato Shimoyama                   | TOM'S FT20                         |
| GT2                                               | 2:13.558                           | Eiji Yamada                        | Chrysler Viper GTS-R               |
| 125cc                                             | 2:15.353                           | Masao Azuma                        | Honda RS125R                       |
| IMSA GTS                                          | 2:16.068                           | Bob Sobey                          | Ford Mustang GT                    |
| Grupo A                                           | 2:16.177                           | Masahiro Hasemi                    | Nissan Skyline GT-R (BNR32)        |
| IMSA GTU                                          | 2:20.848                           | Eduardo Dibós                      | Mazda RX-7 GTU                     |
| Grupo B                                           | 2:22.853                           | Akihiko Nakaya                     | Porsche 911 (964) Carrera RSR 3.8  |
| Grupo N1                                          | 2:31.803                           | Masami Miyoshi                     | Nissan Skyline GT-R (BNR32)        |
| Pista Grand Prix: 5,945 km (1983-1986)            |                                    |                                    |                                    |
| Fórmula 2                                         | 1:54.400                           | Stefan Johansson                   | March 842                          |
| Grupo C                                           | 1:56.486                           | Kazuyoshi Hoshino                  | Nissan R86V                        |
| Pista original: 6,004 km (1962-1982)              |                                    |                                    |                                    |
| Fórmula 2                                         | 1:52.990                           | Kazuyoshi Hoshino Teo Fabi         | March 802                          |
| Group 5 (Sports Car)                              | 2:01.160                           | Fumiyasu Sato                      | March 73S                          |
| Grupo 4                                           | 2:08.040                           | Fumiyasu Sato                      | BMW M1                             |
| Grupo 6                                           | 2:31.000                           | Kuniomi Nagamatsu                  | Porsche 908                        |
| Grupo 1                                           | 2:59.400                           | Goro Urushiyama                    | Honda S600                         |